# Alceu e Filisco
Alceu e Filisco (ou Alcius e Philiscus; século II a.C.) foram dois filósofos epicuristas que foram expulsos de Roma ou em 173 a.C. ou 154 a.C.
Ateneu declara que a expulsão ocorreu durante o consulato de Lúcio Postúmio. Esta pode se referir a Lucius Postúmio, que foi cônsul em 173 a.C., ou a Lúcio Postúmio, que foi cônsul em 154 a.C.. Eliano declara que foram expulsos "porque tinham introduzido a geração mais jovem em muitos prazeres não-naturais." Isto pode ser apenas um comentário hostil que se originou de uma fonte anti-epicurista, mas também é possível que esta seja a acusação colocada contra eles. A lei romana neste período permitia a expulsão (relegatio) de qualquer pessoa indesejada de Roma por um decreto magistral, e que era frequentemente usada para remover estrangeiros indesejáveis da cidade. Em 161 a.C. alguns professores de retórica e filosofia tinham sido expulsos da cidade. Em 155 a.C., uma celebrada embaixada de filósofos, consistindo de Carneades (acadêmico), de Diógenes (estoico) e de Critolau (peripatético), tinha sido enviada de Atenas para Roma onde seus professores causaram sensação, e foram forçados a partir. Se Alceu e Filisco foram expulsos da cidade em 154 a.C, então teria sido apenas um ano após este evento.